# Ann Cook
Ann Cook (* 10. Mai 1903 in St. Francisville, Louisiana; † 29. September 1962 in New Orleans) war eine US-amerikanische Blues- und Gospelsängerin.
Ann Cook, die den Spitznamen „Bad Ann“ hatte und zeitweise auch als Prostituierte arbeitete, trat zu Beginn ihrer Karriere im Storyville-Viertel von New Orleans auf, u. a. im Duett mit der Pianistin/Sängerin Mamie Desdunes. Cook nahm Anfang Juli 1927 für Victor Records in New Orleans die Titel Mama Cookie und He’s the Sweetest Black Man in Town auf, begleitet von Louis Dumaines Jazzola Eight. Weitere populäre Nummern waren Wee Bea Booze und Barrel House Blues. In späteren Jahren sang sie Gospels im Kirchenchor und nahm noch 1949 die Gospelnummer The Lord Will Make a Way auf, begleitet von Wooden Joe Nicholas und seiner Band. Sie liegt auf dem Ellen Cemetery in Chalmette, St. Bernard Parish begraben.

## Diskographische Hinweise
- Sizzling the Blues
- New Orleans Blues 1923–1940
- Jazzin’ the Blues Vol. 5 (1930–1953)